# Cornelia Baebia de ambitu
Cornelia Baebia de ambitu va ser una llei de l'antiga Roma, proposada pels cònsols Publi Corneli Ceteg i Marc Bebi Tàmfil L'any 181 aC, i establia regulacions sobre el delicte d'ambitus o suborn en les eleccions a magistrat, segons diu Titus Livi. També portava el nom de lex Baebia Cornelia de ambitu.